# Marcus Krüger
Pour les articles homonymes, voir Kruger.
Marcus Krüger (né le 27 mai 1990 à Stockholm en Suède) est un joueur professionnel suédois de hockey sur glace. Il évolue au poste d'attaquant.

## Biographie

### Carrière en club
Formé au Huddinge IK, il débute en senior avec le Djurgården Hockey dans l'Elitserien en 2009. Lors du repêchage d'entrée dans la LNH 2009, il est choisi au cinquième tour, à la 149e place au total par les Blackhawks de Chicago. Il part en Amérique du Nord en 2011. Le 23 mars 2011, il joue son premier match dans la Ligue nationale de hockey avec les Blackhawks face aux Panthers de la Floride. Il sert sa première assistance le 21 avril 2011 face aux Canucks de Vancouver. Il marque son premier but le 29 octobre 2011 face aux Blue Jackets de Columbus. Les Blackhawks remportent la Coupe Stanley en 2013 et 2015.
Le 2 juillet 2017, il est échangé aux Golden Knights de Vegas en retour de considérations futures. Deux jours plus tard, le 4 juillet, il est échangé aux Hurricanes de la Caroline en retour d'un choix de 5e tour pour le repêchage de 2018.
Le 3 mai 2018, il est cédé aux Coyotes de l'Arizona en compagnie d'un choix de 3e ronde au repêchage 2018 en retour de l'attaquant Jordan Martinook.
Le 12 juillet 2018, il est échangé aux Blackhawks de Chicago en compagnie de Mackenzie Entwistle, Jordan Maletta, Andrew Campbell et d'un choix de 5e ronde en 2019 en retour du contrat de Marian Hossa, de l'attaquant Vinnie Hinostroza, du défenseur Jordan Oesterle et d'un choix de 3e ronde en 2019. 

### Carrière internationale
Il représente la Suède au niveau international. Il a participé aux sélections jeunes.

## Statistiques

### En club
| Saison     | Équipe                          | Ligue       |     | Saison régulière | Saison régulière | Saison régulière | Saison régulière | Saison régulière |   | Séries éliminatoires | Séries éliminatoires | Séries éliminatoires | Séries éliminatoires | Séries éliminatoires |
| Saison     | Équipe                          | Ligue       | PJ  | B                | A                | Pts              | Pun              | PJ               | B | A                    | Pts                  | Pun                  |                      |                      |
| 2008-2009  | Djurgården Hockey               | Elitserien  | 15  | 2                | 2                | 4                | 2                | -                | - | -                    | -                    | -                    |                      |                      |
| 2009-2010  | Djurgården Hockey               | Elitserien  | 38  | 11               | 20               | 31               | 14               | 16               | 3 | 7                    | 10                   | 6                    |                      |                      |
| 2010-2011  | Djurgården Hockey               | Elitserien  | 52  | 6                | 29               | 35               | 52               | 3                | 0 | 1                    | 1                    | 0                    |                      |                      |
| 2010-2011  | Blackhawks de Chicago           | LNH         | 7   | 0                | 0                | 0                | 4                | 5                | 0 | 1                    | 1                    | 0                    |                      |                      |
| 2011-2012  | Blackhawks de Chicago           | LNH         | 71  | 9                | 17               | 26               | 22               | 6                | 0 | 0                    | 0                    | 0                    |                      |                      |
| 2012-2013  | IceHogs de Rockford             | LAH         | 34  | 8                | 14               | 22               | 24               | -                | - | -                    | -                    | -                    |                      |                      |
| 2012-2013  | Blackhawks de Chicago           | LNH         | 47  | 4                | 9                | 13               | 24               | 23               | 3 | 2                    | 5                    | 2                    |                      |                      |
| 2013-2014  | Blackhawks de Chicago           | LNH         | 81  | 8                | 20               | 28               | 36               | 19               | 1 | 3                    | 4                    | 6                    |                      |                      |
| 2014-2015  | Blackhawks de Chicago           | LNH         | 81  | 7                | 10               | 17               | 32               | 23               | 2 | 2                    | 4                    | 4                    |                      |                      |
| 2015-2016  | Blackhawks de Chicago           | LNH         | 41  | 0                | 4                | 4                | 24               | 7                | 0 | 1                    | 1                    | 0                    |                      |                      |
| 2016-2017  | Blackhawks de Chicago           | LNH         | 70  | 5                | 12               | 17               | 34               | 4                | 0 | 1                    | 1                    | 2                    |                      |                      |
| 2017-2018  | Hurricanes de la Caroline       | LNH         | 48  | 1                | 5                | 6                | 28               | -                | - | -                    | -                    | -                    |                      |                      |
| 2017-2018  | Checkers de Charlotte           | LAH         | 19  | 4                | 4                | 8                | 14               | -                | - | -                    | -                    | -                    |                      |                      |
| 2018-2019  | Blackhawks de Chicago           | LNH         | 74  | 4                | 8                | 12               | 30               | -                | - | -                    | -                    | -                    |                      |                      |
| 2019-2020  | Zürcher Schlittschuh Club Lions | LNA         | 34  | 8                | 11               | 19               | 18               | -                | - | -                    | -                    | -                    |                      |                      |
| 2020-2021  | Zürcher Schlittschuh Club Lions | LNA         | 41  | 9                | 14               | 23               | 24               | 5                | 0 | 2                    | 2                    | 0                    |                      |                      |
| 2021-2022  | Zürcher Schlittschuh Club Lions | LNA         | 45  | 8                | 19               | 27               | 28               | 13               | 3 | 3                    | 6                    | 8                    |                      |                      |
| 2022-2023  | Djurgården Hockey               | Allsvenskan | 50  | 12               | 37               | 49               | 36               | 17               | 5 | 11                   | 16                   | 6                    |                      |                      |
| Totaux LNH | Totaux LNH                      | Totaux LNH  | 520 | 38               | 85               | 123              | 234              | 87               | 6 | 10                   | 16                   | 14                   |                      |                      |

### En équipe nationale
| Année | Équipe    | Compétition                 |    | PJ | B | A | Pts | Pun | +/-                    |  | Résultat |
| 2010  | Suède U20 | Championnat du monde junior | 6  | 0  | 6 | 6 | 2   | +7  | Médaille de bronze     |  |          |
| 2011  | Suède     | Championnat du monde        | 9  | 2  | 1 | 3 | 10  | +1  | Médaille d'argent      |  |          |
| 2012  | Suède     | Championnat du monde        | 8  | 3  | 2 | 5 | 6   | +3  | 6e place               |  |          |
| 2014  | Suède     | Jeux olympiques             | 6  | 0  | 0 | 0 | 4   | +1  | Médaille d'argent      |  |          |
| 2016  | Suède     | Coupe du monde              | 4  | 0  | 0 | 0 | 0   | -1  | Défaite en demi-finale |  |          |
| 2017  | Suède     | Championnat du monde        | 10 | 0  | 3 | 3 | 6   | +4  | Médaille d'or          |  |          |
| 2019  | Suède     | Championnat du monde        | 8  | 2  | 1 | 3 | 2   | -3  | 5e place               |  |          |